# Кузнецовское сельское поселение (Медведевский район)
Кузнецовское сельское поселение — муниципальное образование (сельское поселение) в составе Медведевского района Марий Эл Российской Федерации.
Административный центр поселения — село Кузнецово.

## История
Кузнецовский сельский совет был образован в 1924 году. Статус и границы сельского поселения установлены Законом Республики Марий Эл от 18 июня 2004 года № 15-З «О статусе, границах и составе муниципальных районов, городских округов в Республике Марий Эл».

## Численность населения поселения
| 2010  | 2011  | 2012  | 2013  | 2014  | 2015  | 2016  |
| ----- | ----- | ----- | ----- | ----- | ----- | ----- |
| 3093  | ↗3096 | ↗3106 | ↗3110 | ↗3118 | ↘3039 | ↘2987 |
| 2017  | 2018  | 2019  | 2020  | 2021  | 2023  |       |
| ↘2970 | ↘2944 | ↘2910 | ↘2899 | ↘2750 | ↘2660 |       |

## Состав сельского поселения
В состав сельского поселения входят 9 деревень и 1 село:
| №  | Населённый пункт | Тип населённого пункта       | Население |
| -- | ---------------- | ---------------------------- | --------- |
| 1  | Елемучаш         | деревня                      | →14       |
| 2  | Есенейсола       | деревня                      | →83       |
| 3  | Ким              | деревня                      | →299      |
| 4  | Кузнецово        | село, административный центр | ↗1887     |
| 5  | Мамьярово        | деревня                      | ↗74       |
| 6  | Новое Комино     | деревня                      | →528      |
| 7  | Оршасола         | деревня                      | ↗54       |
| 8  | Старое Комино    | деревня                      | →258      |
| 9  | Шуашнур          | деревня                      | →0        |
| 10 | Юшково           | деревня                      | ↗146      |